# 13957 NARIT
13957 NARIT è un asteroide della fascia principale. Scoperto nel 1991, presenta un'orbita caratterizzata da un semiasse maggiore pari a 2,7167415 UA e da un'eccentricità di 0,3005867, inclinata di 14,72537° rispetto all'eclittica.